# Mont de la Tentation
Le mont de la Tentation serait la colline du désert de Judée où Jésus a été tenté par le diable (« Matthew 4:8 »).

## Localisation
L'emplacement exact est inconnu et impossible à déterminer. Il est généralement identifié au mont Quarantania, ou mont de la Quarantaine (en arabe : Jabal al-Qarantal), selon la Catholic Encyclopedia « un sommet calcaire sur la route de Jérusalem à Jéricho » d'environ 350 m de haut, dominant du nord-ouest la ville de Jéricho (−240 m) en Cisjordanie.  

## Monastère
À mi-chemin vers le sommet du mont se trouve le monastère grec-orthodoxe de la Tentation ou Deir al-Qarantal en arabe.

## Téléphérique

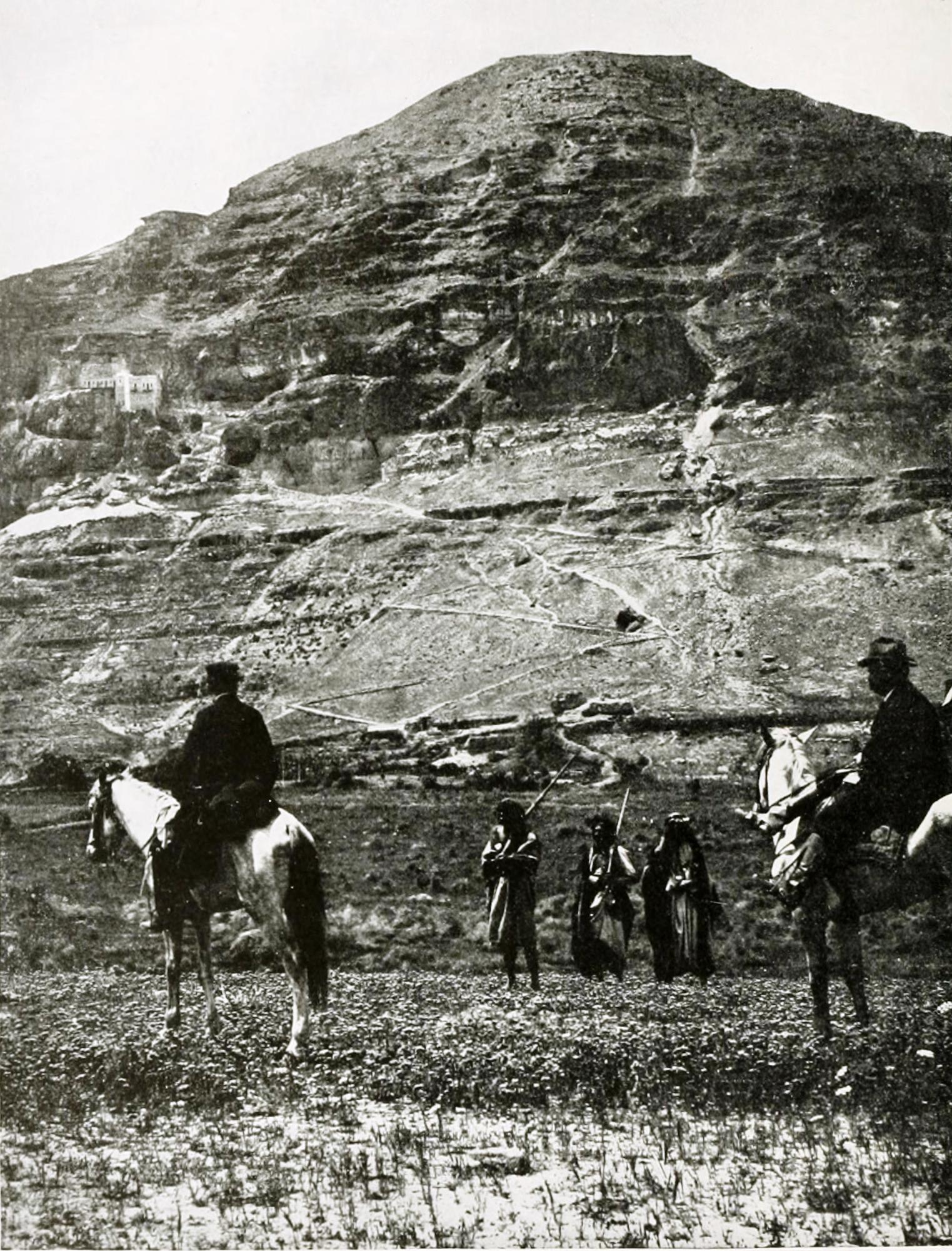
Mont de la Quarantania (1910).

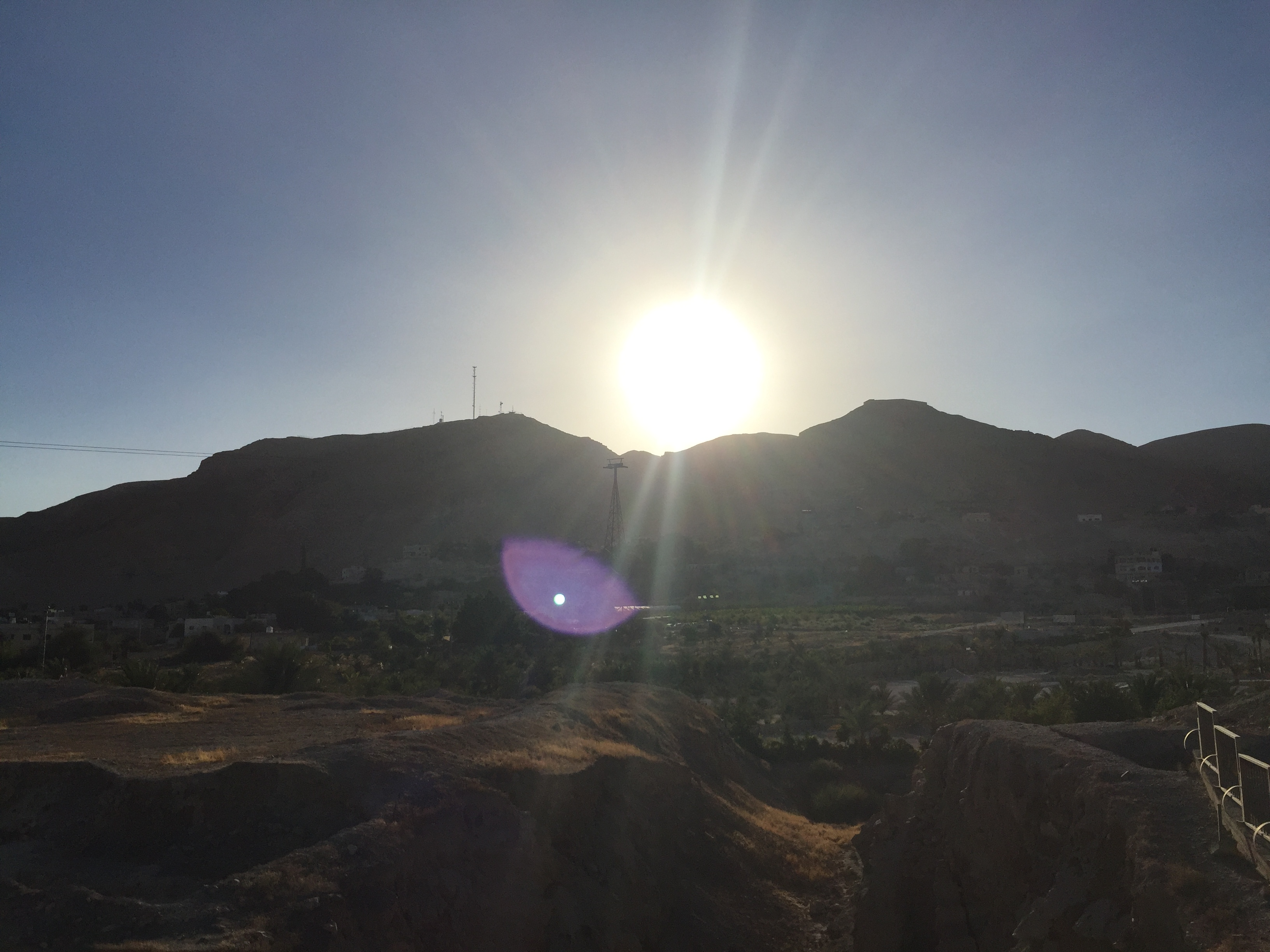
Le mont Quarantania vu de l'ancien site de fouilles de Jéricho. À gauche, on peut voir l'installation du téléphérique.

En 1998, la société austro-suisse Doppelmayr - Garaventa a construit le téléphérique de Jéricho (de) d'une longueur de 1 330 m partant de Tell es-Sultan — un monticule où se trouvaient autrefois les villes préhistoriques et bibliques — à Jéricho, pour atteindre la station supérieure au niveau du monastère. Le téléphérique a été construit en préparation des célébrations de l'an 2000 où un grand nombre de touristes était attendu.
Le téléphérique comprend douze cabines réparties en quatre groupes de trois, et chaque cabine peut accueillir huit personnes avec une capacité de charge de 625 personnes par heure. Le parcours est totalement en dessous du niveau de la mer, la station inférieure étant à −230 m et la supérieure à −50 m.